# Bikubická interpolace
Bikubická interpolace je v matematice rozšířením kubické interpolace na dvourozměrnou pravidelnou mřížku. Interpolovaný povrch je hladší než odpovídající povrchy získané bilineární interpolací nebo interpolací nejbližšího okolí. Bikubická interpolace může být spočtena buďto pomocí Lagrangeových polynomů, kubickými spliny nebo algoritmem kubické konvoluce.
Pokud nejde o rychlost, je ve zpracování obrazu často pro převzorkování upřednostňována bikubická interpolace před bilineární nebo před interpolací nejbližšího okolí. Obrazy převzorkované bikubickou interpolací jsou vyhlazenější a obsahují méně interpolačních artefaktů.